# 井上ゆかり (ソプラノ歌手)
井上 ゆかり（いのうえ ゆかり、1973年（昭和48年） - ）は、日本のソプラノ歌手。徳島文理大学音楽学部非常勤講師。
徳島県徳島市出身。東京藝術大学音楽学部声楽科卒業。同大学大学院音楽研究科声楽専攻修了。二期会オペラスタジオ修了。新国立劇場オペラスタジオ修了。

## 経歴
徳島県徳島市出身。徳島市立徳島中学校・徳島県立城ノ内高等学校卒業。高校卒業後は東京芸術大学に入学し、同大学を卒業した際に松田トシ賞を受賞。これまでに岡部多喜子、毛利準、高丈二、磯貝静江に師事。同大学大学院修了後は二期会オペラスタジオ、新国立劇場オペラスタジオに入り修了時には優秀賞を受賞した。その後、第47回全日本学生音楽コンクールで大学・一般の部で第1位を受賞。
2001年からはイタリア・ミラノに留学し、第4回デビュー・イン・メラーノ国際コンクールオペラ部門第1位、第9回マリオ・デル＝モナコ国際コンクール最高位、第3回ティト・ゴッビ国際コンクール第3位、第6回マリオ・ランツァコンクール第1位、2003年トーティ・ダル・モンテ国際コンクール優勝など、数々のコンクールで表彰される。
2002年にヴェンティーディオバッソ劇場とアストラ劇場でプッチーニ「ラ・ボエーム」のミミ役を演じる。その後も、ガッツァニーガ「ドン・ジョバンニ」ドンナ・エルヴィーラ役やチマローザ「秘密の結婚」カロリーナ役等を演じた。
2004年に小澤征爾音楽塾「ラ・ボエーム」オーディションで選抜され、ミミ役を演じる。また世界的指揮者であるチョン・ミョンフンの希望によりローマと東京都で開催された「アジアの輝き」オーディションにおいて最終選考者に選ばれ、チョン・ミョンフンの指揮によるビゼー「カルメン」のミカエラ役を演じた。

## 受賞歴
- 松田トシ賞
- 1993年 - 第47回全日本学生音楽コンクール大学・一般の部 1位
- 第4回デビュー・イン・メラーノ国際コンクールオペラ部門 1位
- 第9回マリオ・デル＝モナコ国際コンクール 最高位
- 第3回ティト・ゴッビ国際コンクール 3位
- 第6回マリオ・ランツァコンクール 1位
- 2003年 - トーティ・ダル・モンテ国際コンクール 優勝
- 2012年 - 2012年度阿波文化創造賞
- 2016年 - よんでん芸術文化奨励賞
- 2024年 - とくしま芸術文化賞